# Tom Fiedler
Tom Fiedler (* 23. Juli 1985 in Ost-Berlin) ist ein deutscher Eishockeyspieler, der seit September 2016 für FASS Berlin in der Eishockey-Oberliga spielt.

## Karriere
Tom Fiedler begann seine Karriere 2000 in der Juniorenmannschaft der Eisbären Juniors Berlin, mit der er in der Deutschen Nachwuchsliga spielte. Während der Saison 2003/04 wurde er von den Verantwortlichen der Eisbären Berlin mehrmals in das Profiteam einberufen. Der Linksschütze absolvierte daraufhin seine ersten zehn DEL-Partien.
Im Sommer 2006 unterschrieb er einen Vertrag beim Zweitligisten ETC Crimmitschau. Dort sicherte er mit seinem Team den Klassenerhalt in den Play-downs nach 4:3 Siegen gegen den ESV Kaufbeuren. Zur Saison 2007/08 schloss er sich dem EV Füssen an, wo er ebenfalls nur eine Spielzeit im Kader stand. Es folgte ein Jahr bei den Blue Lions Leipzig, die er zum Ende Saison 2008/09 verließ, da der Verein aus wirtschaftlichen Gründen in die Regionalliga abstieg. Daraufhin wechselte er zum Oberligisten Herner EV und bekam zur Saison 2009/10 eine Förderlizenz beim Kooperationspartner Kölner Haie aus der Deutschen Eishockey Liga.
Zu Beginn der Saison 2010/11 wechselte Fiedler zum EV Duisburg, für den er bis zum Saisonende 83 Scorerpunkte erzielte. Im August 2011 erhielt Fiedler einen Probevertrag bei den Dresdner Eislöwen, der einen Monat später um vier Wochen verlängert wurde.

## Karrierestatistik
(Legende zur Spielerstatistik: Sp oder GP = absolvierte Spiele; T oder G = erzielte Tore; V oder A = erzielte Assists; Pkt oder Pts = erzielte Scorerpunkte; SM oder PIM = erhaltene Strafminuten; +/− = Plus/Minus-Bilanz; PP = erzielte Überzahltore; SH = erzielte Unterzahltore; GW = erzielte Siegtore; 1 Play-downs/Relegation; Kursiv: Statistik nicht vollständig)